# مهر گیرووی
مهر گیرووی (پارسی میانه: Mihr Girowi) یکی از فرماندهان نظامی ایرانی در زمان شاهنشاه قباد یکم ساسانی (حک. ۴۹۸–۵۳۱) بود. اطلاعات زیادی از او در دست نیست و به گفته برخی از پژوهشگران او ممکن است با مهر مهرویه یکسان باشد. او در سال ۵۳۱ به عنوان فرستاده هرمز بدخش آغزنیک به سوی هون‌ها روانه شد تا سربازان هون را برای همراهی ایرانیان در جنگ پیش رو با روم جذب کند.